# Tanda (Bor)
Pour les articles homonymes, voir Tanda.
Tanda (en serbe cyrillique : Танда) est un village de Serbie situé dans la municipalité de Bor, district de Bor. Au recensement de 2011, il comptait 318 habitants.

## Démographie
| 1948 | 1953 | 1961 | 1971 | 1981 | 1991 | 2002 | 2011 |
| ---- | ---- | ---- | ---- | ---- | ---- | ---- | ---- |
| 700  | 693  | 717  | 599  | 567  | 442  | 350  | 318  |

|  |